# Humble and Kind
«Humble and Kind» — песня американского кантри-певца и автора-исполнителя Тима Макгро, вышедшая 20 января 2016 года в качестве второго сингла с его 14-го студийного альбома Damn Country Music (2015). Песня достигла позиции № 1 в американском хит-параде Billboard Country Songs. Автором песен выступила Лори Маккенна.

## История
«Humble and Kind» достиг позиции № 1 в американском хит-параде кантри-музыки Billboard Hot Country Songs, и позиции № 30 Billboard Hot 100. Сингл стал для певца его 52-м хитом в Top-10 кантри-чарта и его 26-м хитом № 1 в Hot Country Songs.
Сингл был сертифицирован в золотом статусе Recording Industry Association of America в мае 2016. Тираж достиг 892,000 копий в США к сентябрю 2016.
Песня получила положительные отзывы музыкальных критиков: Country Weekly, Rolling Stone, The Boot.

## Музыкальное видео
Режиссёром музыкального видео выступил Wes Edwards, а премьера состоялась в январе 2016. Видеоклип получил музыкальную награду в категории «Видео года» («Video of the Year») на церемонии 2016 CMT Music Awards.

## Награды и номинации
| Год  | Ассоциация            | Категория                 | Результат |
| ---- | --------------------- | ------------------------- | --------- |
| 2016 | CMT Music Awards      | Video of the Year         | Победа    |
| 2016 | CMA Awards            | Song of the Year          | Победа    |
| 2016 | American Music Awards | Favorite Country Song     | Победа    |
| 2017 | Grammy Awards         | Best Country Song         | Победа    |
| 2017 | ACM Awards            | Video of the Year         | Номинация |
| 2017 | ACM Awards            | Single Record of the Year | Номинация |
| 2017 | ACM Awards            | Song of the Year          | Номинация |

## Чарты
| Чарт (2016)                         | Высшая позиция |
| ----------------------------------- | -------------- |
| Канада (Billboard Canadian Hot 100) | 37             |
| Канада (Billboard Country)          | 1              |
| США (Billboard Hot 100)             | 30             |
| США (Billboard Adult Contemporary)  | 13             |
| США (Billboard Country Airplay)     | 1              |
| США (Billboard Hot Country Songs)   | 1              |

| Чарт (2016)                        | Позиция |
| ---------------------------------- | ------- |
| США US Billboard Hot 100           | 96      |
| США Adult Contemporary (Billboard) | 34      |
| США Country Airplay (Billboard)    | 19      |
| США Hot Country Songs (Billboard)  | 3       |

## Сертификации
| Регион                                                                      | Сертификация  | Продажи   |
| --------------------------------------------------------------------------- | ------------- | --------- |
| Австралия (ARIA)                                                            | Платиновый    | 70 000    |
| Канада (Music Canada)                                                       | 2× Платиновый | 160 000   |
| США (RIAA)                                                                  | 4× Платиновый | 4,000,000 |
| Данные о продажах + прослушиваниях приведены только на основе сертификации. |               |           |